# The Infinite Wonders of Creation
The Infinite Wonders of Creation — третий сольный альбом итальянского гитариста-виртуоза Луки Турилли.
Альбом демонстрирует постепенный отход Луки от первоначального варианта «эпического звучания» — гитарные риффы стали намного проще, основную роль теперь играют клавишные. Если прибавить к этому сильный вокал Бриджит Фогль, то получается, что новый альбом имеет совсем мало общего с предыдущими работами маэстро.

## Состав группы
- Luca Turilli — лидер-гитара
- Olaf Hayer — вокал
- Bridget Fogle — вокал
- Sascha Paeth — бас
- Miro — клавишные
- Robert Hunecke-Rizzo — ударные, ритм-гитара

## Список композиций
1. Secrets of Forgotten Ages — 03:12
2. Mother Nature — 04:39
3. Angels of the Winter Dawn — 04:16
4. Altitudes — 04:37
5. The Miracle of Life — 04:24
6. Silver Moon — 05:37
7. Cosmic Revelation — 04:48
8. Pyramids and Stargates — 06:07
9. Mystic and Divine — 04:21
10. The Infinite Wonders of Creation — 08:40
11. Altitudes (Pianoversion) — 03:20